# Tansor
Tansor – wieś w Anglii, w hrabstwie Northamptonshire, w dystrykcie (unitary authority) North Northamptonshire. Leży 43 km na północny wschód od miasta Northampton i 114 km na północ od Londynu. Miejscowość liczy 185 mieszkańców.